# 토탈 드라마 시즌 5
《토탈 드라마 올스타스》(Total Drama All-Stars)와 《토탈 드라마: 파키테이오 아일랜드》(Total Drama: Pahkitew Island; /ˈpækɪˌteɪuː/)는 캐나다의 텔레비전 애니메이션 토탈 드라마의 다섯 번째 시즌이다. 2013년 9월 10일부터 10월 3일까지 방영됐다.

## 같이 보기
- 토탈 드라마 아일랜드
- 토탈 드라마: 섬의 복수